# Адобогіона Старша
Адобогіона Старша (бл. 90—50 рр. до н. е.) — принцеса з кельтського племені толістобогів, донька верховного тетрарха Галатії, базилевса Понту і Малої Вірменії Дейотара. Була дружиною Мінодота, багатого патриція з Пергама. Пізніше стала сьомою дружиною базилевса Понту і Боспору Мітрідата Євпатора, мати базилевса Боспору Мітрідата II.

## Життєпис
Адобогіона народилась у сім'ї правителя кельтського племені толістобогів, союзника Римської імперії, верховного тетрарха Галатії, базилевса Малої Вірменії та Понту в 65—40 роках та Береніки з пергамської династії Атталідів, доньки правителя Пергаму Аттала III.
Адобогіона вийшла заміж за Мінодот, багатого патриція з Пергама. Її родина підтримувала Римську імперію у війні з базилевсом Понту Мітрідатом. Одного разу на бенкеті вона опинилася під загрозою отруєння, але врятувалась, після цього стала коханкою Мітрідата VI Понтійського.
Мала дітей:
- Мітрідат II, базилевс Боспору Кімерійського.
- Адобогіона Молодша, дружина базилевса Галатії Кастора.

Її велика статуя була встановлена в храмі Гери в Пергамоні.